# Le Manoir, Calvados

Le Manoir este o comună în departamentul Calvados, Franța. În 1 ianuarie 2022 avea o populație de 200 de locuitori.